# MÄR Omega
MÄR Omega (MÄRΩ, Meru Omega) est un manga écrit par Nobuyuki Anzai et dessiné Koïchiro Hoshino. Il a été prépublié entre 2006 et 2007 dans le magazine Weekly Shōnen Sunday, et a été compilé en un total de quatre tomes. Il s'agit de la suite du manga MÄR. La version française est éditée en intégralité par Kana

## Synopsis[2]
Six ans après la victoire de Ginta Toramizu au dernier War Games, Mär Heaven connait toujours quelques difficultés, mais rien de grave. Kaï, un habitant de ce monde, est en admiration devant les fait accomplis par Ginta et ses amis. Un jour, alors qu'il était à l'extérieur de son village, il tombe sur un ancien membre de l'Échiquier qui tente de le racketter. Refusant de céder, le jeune homme se défend mais est projeté dans un étang au fond duquel il trouve une pierre étrange. Pierre qui s'avère être Babbo, l'Ärm légendaire.

## Liste des volumes
| no | Japonais         | Japonais          | Français        | Français          |
| no | Date de sortie   | ISBN              | Date de sortie  | ISBN              |
| --- | ---------------- | ----------------- | --------------- | ----------------- |
| 1 | 16 décembre 2006 | 4-09-120690-5     | 15 février 2008 | 978-2-5050-0280-2 |
| Liste des chapitres : - Chapitre 1 : L'ÄRM légendaire - Chapitre 2 : Le gardien héroïque - Chapitre 3 : ÄRMs factices - Chapitre 4 : La vieille légende de Gardea - Chapitre 5 : La magie de Kai - Chapitre 6 : L'émissaire d'Unwetter - Chapitre 7 : Le destin d'Ingah - Chapitre 8 : La mémoire de Babbo - Chapitre 9 : Luberia, la guilde des voleurs                                               |                  |                   |                 |                   |
| 2 | 16 février 2007  | 978-4-09-121019-7 | 2 mai 2008      | 978-2-5050-0330-4 |
| Liste des chapitres : - Chapitre 10 : La pierre magique de Babbo - Chapitre 11 : Le gardien des temps anciens - Chapitre 12 : Le peuple des temps anciens - Chapitre 13 : Le dragon de Mär heavens - Chapitre 14 : Paradis - Chapitre 15 : Sauver Ingah et Elisa - Chapitre 16 : Le piège des maléfacts - Chapitre 17 : Un nouveau gardien - Chapitre 18 : Le premier pas - Chapitre 19 : Kaï et Gerda |                  |                   |                 |                   |
| 3 | 18 mai 2007      | 978-4-09-121067-8 | 22 août 2008    | 978-2-5050-0377-9 |
| Liste des chapitres : - Chapitre 20 : Amis - Chapitre 21 : Là où je rêve d'aller - Chapitre 22 : Un sourire à protéger - Chapitre 23 : L'île aux sirènes - Chapitre 24 : Tous les trois ! - Chapitre 25 : Pour lui… - Chapitre 26 : Travail d'équipe - Chapitre 27 : La pièce maîtresse - Chapitre 28 : Plus personne… - Chapitre 29 : Père et fils                                                    |                  |                   |                 |                   |
| 4 | 10 août 2007     | 978-4-09-121159-0 | 7 novembre 2008 | 978-2-5050-0441-7 |
| Liste des chapitres : - Chapitre 30 : La pelle du grand laboureur - Chapitre 31 : L'escalier céleste - Chapitre 32 : Une porte sur le futur - Chapitre 33 : L'arche - Chapitre 34 : Le bras armé de la justice - Chapitre 35 : Amitié et solitude - Chapitre 36 : Choisir son avenir - Chapitre 37 : Le système omega - Chapitre 38 : La lumière de l'espérance - Chapitre 39 : Mon cœur s'emballe     |                  |                   |                 |                   |